# Hygrohypnum pseudomontanum
Hygrohypnum pseudomontanum là một loài rêu trong họ Amblystegiaceae. Loài này được Kindb. Grout mô tả khoa học đầu tiên năm 1929.